# K-On!
K-On! (jap. けいおん!, Keion!) ist eine Yonkoma-Manga-Reihe des Zeichners und Autors Kakifly, die von April 2007 bis September 2010 und erneut von April 2011 bis Juni 2012 veröffentlicht wurde. Im Jahr 2009 wurde der Manga durch Kyōto Animation aufgegriffen und als Animefernsehserie adaptiert. Die Serie war sehr erfolgreich und konnte verschiedene Rekorde aufstellen. So war sie zum damaligen Zeitpunkt die in der ersten Woche am häufigsten verkaufte Anime-Fernsehserie. Eine zweite Staffel zur Anime-Fernsehserie folgte im Jahr 2010 und ein Kinofilm im Jahr 2011, beide ebenfalls von Kyōto Animation. Aber auch die Musikveröffentlichungen, die aus dem Franchise hervorgingen, waren überaus erfolgreich. Das Mini-Album Hōkago Tea Time erreichte als erstes Album, unter dem Namen von Anime-Figuren, den 1. Platz der japanischen Musikcharts und auch die mehr als zwei Dutzend Singles platzierten sich fast alle in den Top 10.

## Handlung

### 1. Staffel
Im Mittelpunkt der Geschehnisse stehen zunächst die vier Schülerinnen Yui Hirasawa, Mio Akiyama, Ritsu Tainaka und Tsumugi Kotobuki, die gerade frisch in die Oberschule aufgenommen wurden. Jedoch kennen sich bisher nur Mio und Ritsu näher, wovon Ritsu auf den Gedanken kommt den einstigen Unterhaltungsmusikclub (軽音楽部, Keiongaku-bu) wiederzubeleben. Durch ihre rabiate Art gelingt es ihr Mio zum Beitritt zu bewegen und gemeinsam machen sie sich auf die Suche nach weiteren Mitgliedern. Das dritte Mitglied ist schnell gefunden als sich Tsumugi verläuft und dadurch zufällig in die Arme von Ritsu und Mio läuft. Mugi, so wie Tsumugi von ihnen genannt wird, kann sich ohnehin für ausgefallene Ideen begeistern und tritt folglich dem Club bei. Jedoch gestaltet sich die Suche nach einem notwendigen vierten Mitglied als schwierig und so verläuft sich ausgerechnet die ziemlich tollpatschige Schlafmütze Yui als letzte Hoffnung in den Clubraum. Obwohl sie Yui bisher nur als unfähiges Mädchen kennengelernt hatten und sich alsbald die anderen Mitglieder von ihrer Unfähigkeit, Instrumente zu spielen, überzeugen müssen, wollen sie Yui auf jeden Fall behalten, um auf die reguläre Mindestanzahl von Clubmitgliedern zu kommen.
Da alle anderen Mitglieder bereits ein Instrument gewählt haben, bleibt für Yui die Funktion der Gitarrenspielerin. Sie besitzt aber weder eine Gitarre, noch Erfahrung im Umgang mit dieser. So beschließen die Mitglieder mit ihr zusammen eine zu kaufen, wobei sie im Musikgeschäft jedoch nicht an einer Gibson Les Paul vorbeikommt, die sie unbedingt haben will. Diese ist jedoch viel zu teuer, sodass sie zusammen verschiedene Nebenjobs aufnehmen. Das verdiente Geld reicht jedoch bei weitem noch nicht um die Gitarre zu finanzieren. Als Yui den Gedanken an die Gitarre schon beinahe verworfen hat, gelingt es Mugi den Preis drastisch herunterzuhandeln. Dies ist, wie sich herausstellt, auch wenig verwunderlich, da zum Erstaunen der anderen Mitglieder Mugis Vater der Besitzer der gesamten Handelskette hinter dem Geschäft ist. So gibt sich Mio alle Mühe Yui das Spielen der Gitarre beizubringen, während Yui das Lernen für die Schule vollkommen aus den Augen verliert. So fällt sie bei einer Prüfung komplett durch und es droht ihr Ausschluss von den Clubaktivitäten. Letztlich gelingt es ihnen in einer gemeinschaftlichen Aktion Yui fit für die Prüfung zu machen, die sie mit Bravour besteht. Dennoch haben auch die anderen Mitglieder der Band ihre Probleme. Mio ist als Bassistin sehr scheu und leicht zu verängstigen, was es ihr nahezu unmöglich macht vor einem größeren Publikum aufzutreten. Ritsu die Schlagzeugerin und Leiterin der Band vergisst es regelmäßig die Anträge rechtzeitig auszufüllen und ist letztlich immer wieder auf die Rückendeckung von Yuis Kindheitsfreundin und Schülerratsmitglied Nodoka Manabe angewiesen. Mugi versorgt die Band unterdessen regelmäßig mit Tee und Kuchen, was sie eher zu Gesprächsrunden als zum Musikspielen animiert.
In der Schule ereilt sich in den nächsten Tagen jedoch ein Schicksalsschlag, da ihr Club keinen Betreuer in Form eines Lehrers ausweisen kann. So versuchen sie mit allen Mitteln Sawako Yamanaka zu überreden, die aber mit dem Musikclub nichts zu tun haben möchte. Wie die Schülerinnen bald herausfinden, hat dies einen besonderen Grund. Schließlich war Sawako selbst einstige Frontsängerin des Keiongaku-bu, was überhaupt nicht zu ihrem aktuellen Image als Lehrerin passen würde. Letztlich ist dies aber genau die Schwachstelle, die Ritsu benötigt, um sie auf fast erpresserischer Art zur Übernahme des Clubs zu überreden.
In den folgenden Tagen und Wochen sehen sich die Schülerinnen mit den Cosplay-Phantasien von Sawako konfrontiert, was besonders die leicht zu verängstigende Mio auf eine harte Probe stellt. Die Situation verschärft sich noch, als kurz vor dem ersten größeren Auftritt Yui durch das harte Gesangstraining ihre Stimme verliert und Mio als einzig verbleibende Sängerin in Frage kommt. Dennoch schafft sie es sich zu überwinden und sie geben ihr erstes größeres Konzert.
Der nächste größere Abschnitt der Handlung beginnt, nach einem erfolgreichen Jahr, mit dem Auftritt zur Einweihungszeremonie der Neuzugänge. Dabei gelingt es der Band die frisch eingeschulte Azusa Nakano zu beeindrucken, die sich aber nicht wirklich traut dem Club beizutreten, da sie sie für zu gut hält. So bleibt zunächst ein weiteres Mal die Suche nach neuen Mitgliedern erfolglos, wobei sich die Mitglieder, wie beim ersten Mal, durchaus ungeschickt anstellen. Auch Yuis Schwester, die ebenfalls eingeschult wurde, ist nicht dazu in der Lage für personelle Verstärkung zu sorgen. Letztlich kommt es aber doch zu der Situation, dass sich Azusa überwindet den Club aufzusuchen. Anstatt wie erwartet auf eine professionelle Band zu treffen, sieht sie sich mit einem Haufen von Teetrinkern und Kuchenessern, den Eskapaden von Sawako und nie zustande kommenden Übungsstunden konfrontiert. Dies lässt die sehr erfahrene Gitarrenspielerin Azusa daran zweifeln, weiterhin ein Mitglied der Band zu bleiben, die sich selbst das Ziel steckte einmal im Nippon Budōkan aufzutreten. Schon von den anderen Mitgliedern vermisst kehrt sie dennoch zurück, da sie nun auch denn Sinn der Band – einfach nur Spaß zu haben und eine schöne Zeit miteinander zu verbringen – akzeptiert hat. Letztlich können sie zusammen ein erstes Konzert mit Azusa geben und die fünf Freundinnen wachsen immer weiter zusammen.

### 2. Staffel
In der zweiten Staffel des Animes wird dieser Handlungsbogen fortgeführt, wobei der Abschluss des dritten und letzten Jahrgangs immer näher rückt. So schlägt auch der dritte Versuch weitere Mitglieder für die Band zu finden fehl und die vier älteren Mitglieder beginnen sich Sorgen um den Verbleib von Azusa zu machen, die sich aber als unbegründet herausstellen. So verbringt die Band auch weiterhin ihre Zeit damit verschiedenste Dinge zu erleben und sich mit denn alltäglichen Problemen von Schülern und Musikern herumzuschlagen. Dabei werden sie jedoch zunehmend professioneller und insbesondere Mio kann mittlerweile ihren eigenen Fanclub vorweisen, wobei sie jedoch immer noch ein wenig unter ihrer Nervosität leidet. Dennoch werden die Mitglieder mit der Zeit wesentlich erwachsener, auch wenn sie zwischenzeitlich immer wieder in ihre gewohnt kindliche Art verfallen. So geben sie schließlich auch ihr letztes Schulkonzert und es läuft immer mehr dem Abschluss entgegen, wobei sich insbesondere Yui und Ritsu nicht entscheiden können welchen künftigen Weg sie einschlagen werden. Unterdessen gibt Mio ihre Pläne auf, eine Elite-Universität zu besuchen, um mit Yui, Tsumugi und Ritsu auch weiterhin zusammenbleiben zu können.

## Charaktere
Das Werk konzentriert sich auf die Schülerband Hōkago Tea Time (放課後ティータイム, dt. „Teezeit nach der Schule“) die aus den fünf Oberschülerinnen Yui Hirasawa, Ritsu Tainaka, Mio Akiyama, Tsumugi Kotobuki und der erst etwas später hinzustoßenden Azusa Nakano besteht. Die Familiennamen der Charaktere wurden dabei leicht abgeändert von den Mitgliedern der japanischen Band P-Model übernommen. Ebenso ist auch die Rollenverteilung innerhalb der Formatierung identisch.
Allen fünf Hauptfiguren ist gemein, dass sie gewisse Charakterdefizite besitzen, die sie im Verlauf immer weiter, aber nicht vollständig, abbauen können. Dennoch finden die Mädchen zusammen und harmonieren miteinander, was sich auch in ihrer Musik niederschlägt, die weder wesentlich gut gespielt, noch professionell ist, aber dennoch ihr Publikum begeistern kann. Als Schülerinnen haben sie darüber hinaus mit den typischen Problemen des Schulalltags zu kämpfen, was sie zu sehr engen Freundinnen werden lässt. Dies wird besonders gegen Ende der Serie deutlich, als sie die ein Jahr jüngere Azusa nach dem Abschluss in der Schule zurücklassen müssen und, dass Mio sich trotz ihrer guten Leistungen dafür entscheidet den gleichen Bildungsweg zu beschreiten wie Yui und Ritsu.
Die Namen der wichtigeren Nebencharaktere stammen wiederum von den Mitgliedern der Band The Pillows. Obwohl sie nicht Teil der Band sind übernehmen sie wesentliche Schlüsselfunktionen. Ebenso führen auch die anderen Mitschüler, die sehr unbedeutende Nebenrollen spielen, ein Eigenleben, auf das besonders in der zweiten Staffel acht gegeben wurde, ohne näher darauf einzugehen.

## Entstehung und Veröffentlichungen
Der Titel des Mangas leitet sich von dem japanischen Wort Keiongaku (軽音楽, dt. „leichte Musik, Unterhaltungsmusik“) ab. Die Klubbezeichnung ergibt sich dadurch, dass Schul-Musikclubs (音楽部, ongaku-bu) häufig einem Schulchor bzw. -orchester entsprechen. So dass keiongaku sich darauf bezieht, dass Popmusik gespielt wird.
Der Manga, der im Stile eines Yonkoma gehalten ist und von Kakifly geschrieben und gezeichnet wird, erscheint seit der Mai-Ausgabe 2007 innerhalb des Seinen-Magazins Manga Time Kirara, die ab dem 9. April 2007 verkauft wurde. Seit dem 28. August 2008 wurde die Manga-Serie auch im halbmonatlichen Abstand innerhalb des Magazins Manga Time Kirara Carat publiziert. Das letzte Kapitel der Manga-Serie erschien am 9. September 2010 in der Oktober-Ausgabe des Magazins Manga Time Kirara.
Die Einzelkapitel des Manga wurden in vier Tankōbon-Ausgaben zusammengefasst, die am 26. April 2008, am 26. Februar 2009, am 18. Dezember 2009 und am 27. September 2010 erschienen sind. Alle Veröffentlichungen des Mangas wurden bisher von Hōbunsha herausgegeben.
Die ersten beiden Sammelbände des zuvor recht unbekannten Mangas stiegen in der Woche vom 7. bis 13. April 2009, im Zuge der Ausstrahlung der Anime-Fernsehserie, von den Plätzen 76 und 91 auf die Plätze 26 und 27 der japanischen Comic-Charts. Die Auflage steigerte sich somit auf etwa 21.000 wöchentlich verkaufte Exemplare.
Am 24. Juni 2009 erschien in der Augustausgabe des Manga-Magazins Manga Time Kirara Forward ebenfalls eine 16 Seiten umfassende Publikation, die von Kakifly gezeichnet wurde. Im Gegensatz zu den vorherigen Veröffentlichungen handelt es sich dabei nicht um ein Yonkoma mit viergeteilten Aufbau, sondern um eine zusammenhängende Kurzgeschichte mit variabler Seitengestaltung. Inhaltlich ist sie ein Rückblick in Mios und Ritsus Vergangenheit, als beide als Freunde zusammen die Grundschule besuchten.
Im April 2011 wurde die Reihe in der Manga Time Kirara ab Ausgabe 5/2011 vom 9. April 2011 als auch der Manga Time Kirara Carat ab Ausgabe 6/2011 vom 28. April 2011 fortgesetzt. Die Handlung in der Manga Time Kirara widmet sich Erlebnissen der Band auf der Universität und die Handlung in der Manga Time Kirara Carat den Erlebnissen von Azusa, Ui und Jun, die den Musikklub an der Oberschule fortführen. Die Universitätsreihe in der Manga Time Kirara endete mit Ausgabe 7/2012 am 9. Juni 2012, die Oberschulreihe in der Manga Time Kirara Carat mit Ausgabe 8/2012 am 28. Juni 2012. Die neuen Kapitel wurden in zwei Sammelbände zusammengefasst: K-On! college (けいおん! college) erschien am 27. September 2012 und K-On! highschool (けいおん! highschool) am 27. Oktober 2012.
Auf Englisch wurden die sechs Bände von Yen Press von Dezember 2010 bis Oktober 2013 veröffentlicht und in Deutschland beim Imprint Carlsen Manga! von Mai 2012 bis Januar 2014.

## Adaptionen

### Anime
Die von Kyōto Animation animierte Anime-Fernsehserie entstand unter der Regie von Naoko Yamada. Sie wurde erstmals vom 3. April bis zum 26. Juni 2009 nach Mitternacht (und damit vorherigen Fernsehtag) auf TBS im japanischen Fernsehen gezeigt. Im Abstand von etwa ein bis zwei Wochen zu der Erstausstrahlung der entsprechenden Folgen wiederholten mehrere andere Sender, darunter BS-i, HBC und MBS die Serie. Im Gegensatz zur Erstausstrahlung boten die anderen Sender die Serie auch im Breitbildformat an.
In Japan erschien die Serie vom 29. Juli 2009 bis zum 20. Januar 2010 auf sieben Datenträgern aufgeteilt auf DVD und limitiert auf Blu-ray Disc, wobei der siebte Datenträger eine Folge enthält, die zuvor nicht im Fernsehen gezeigt wurde. Als Extras (Omakes) befanden sich auf den Datenträgern noch einige zusätzliche Clips, die die Besonderheiten bzw. die Charaktereigenschaften der fünf Hauptcharaktere karikierten.
Ab dem 29. Juli 2011 veröffentlichte das Anime-Label Kazé Deutschland die 1. Staffel in Deutschland, Österreich und der Schweiz auf 4 DVDs. Das 1. Volume erschien dabei auch in einer limitierten Fassung mit Sammelschuber.
Eine zweite Staffel der Serie wurde am Abschluss des Konzerts Let’s Go! am 30. Dezember 2009 angekündigt. Diese lief vom 7. April 2010 bis zum 29. September 2010 nach Mitternacht unter dem Titel K-On!! (けいおん!!, Keion!!) auf TBS, wobei knapp 30 Sender innerhalb eines Monats parallel dazu folgten, und umfasste 26 Folgen, 24 reguläre Folgen, die bis zum 15. September 2010 ausgestrahlt wurden, sowie zwei Sonderfolgen. Die Hauptbesetzung sowohl des Stabes als auch der Synchronsprecher aus der ersten Staffel wurde übernommen. Die zweite Staffel erschien in Japan auf insgesamt neun Datenträgern (DVD/BD), die vom 30. Juli 2010 bis zum 16. März 2011 veröffentlicht wurden. Der neunte Datenträger enthält zusätzlich eine nicht im Fernsehen ausgestrahlten Sonderfolge. Ab dem 19. Juni 2012 veröffentlichte Kazé Deutschland die 2. Staffel in Deutschland, Österreich und der Schweiz. Der Sprechercast aus der 1. Staffel wurde übernommen.

#### Konzeption
Die nähere Umgebung der Schule und der Stadt basiert auf realen Schauplätzen von Kyōto, die für den Anime angepasst wurden. Bereits in vielen vorherigen Werken wie Die Melancholie der Haruhi Suzumiya, Clannad oder Kanon hatte sich Kyōto Animation an realen Vorbildern orientiert. So sind unter anderem Teile des Aquädukts des Nanzen-ji im Vorspann zu sehen. In dem recht schlicht gestalteten Schulgebäude, in dem ein Großteil der Handlung spielt, stechen aus Holz geschnittene Schildkröten hervor, welche die Geländer der Aufgänge zieren und auch innerhalb der Klassenräume immer wieder von der „Kamera“ aufgegriffen werden. Dies ist zugleich eine Referenz auf das alte Schulgebäude der 1937 errichteten und von William Merrell Vories entworfenen Grundschule Toyosato, in der sich auch die Räumlichkeiten wiederfinden lassen.

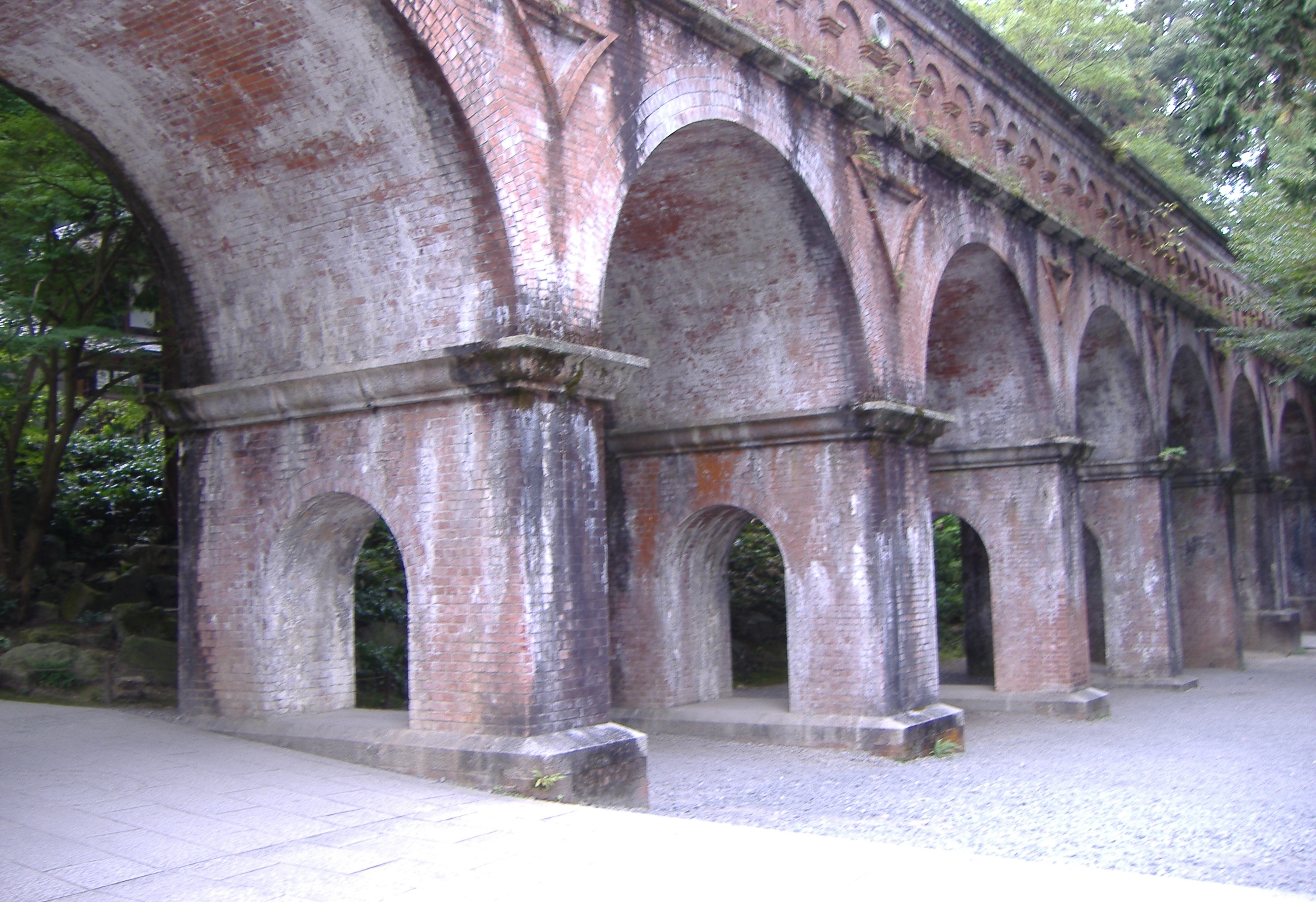
Das Aquädukt des Nanzen-ji, dessen kleinere „Torbögen“ im Vorspann zu sehen sind
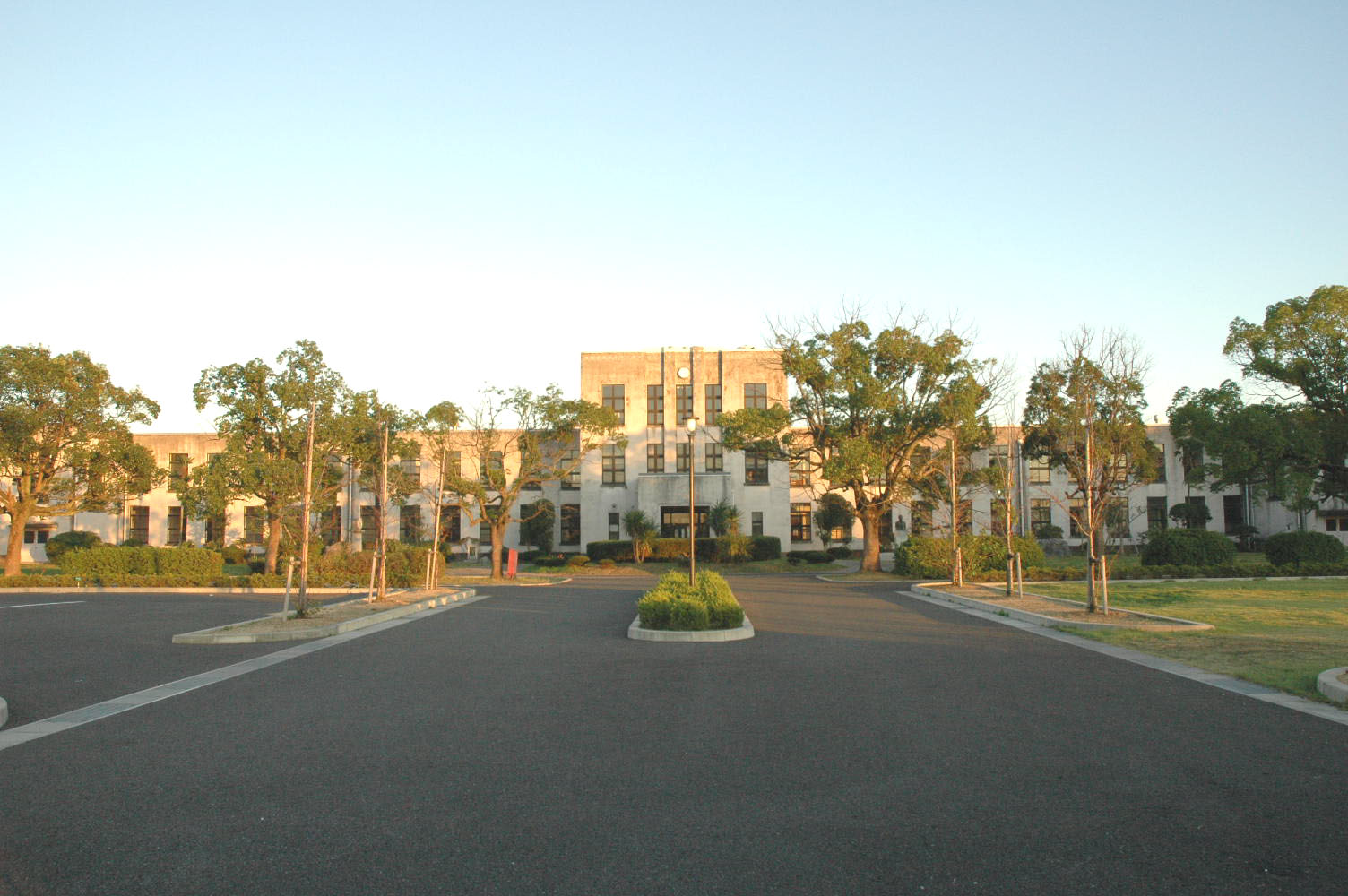
Frontansicht der Grundschule Toyosato, wie sie immer wieder im Anime zu sehen ist
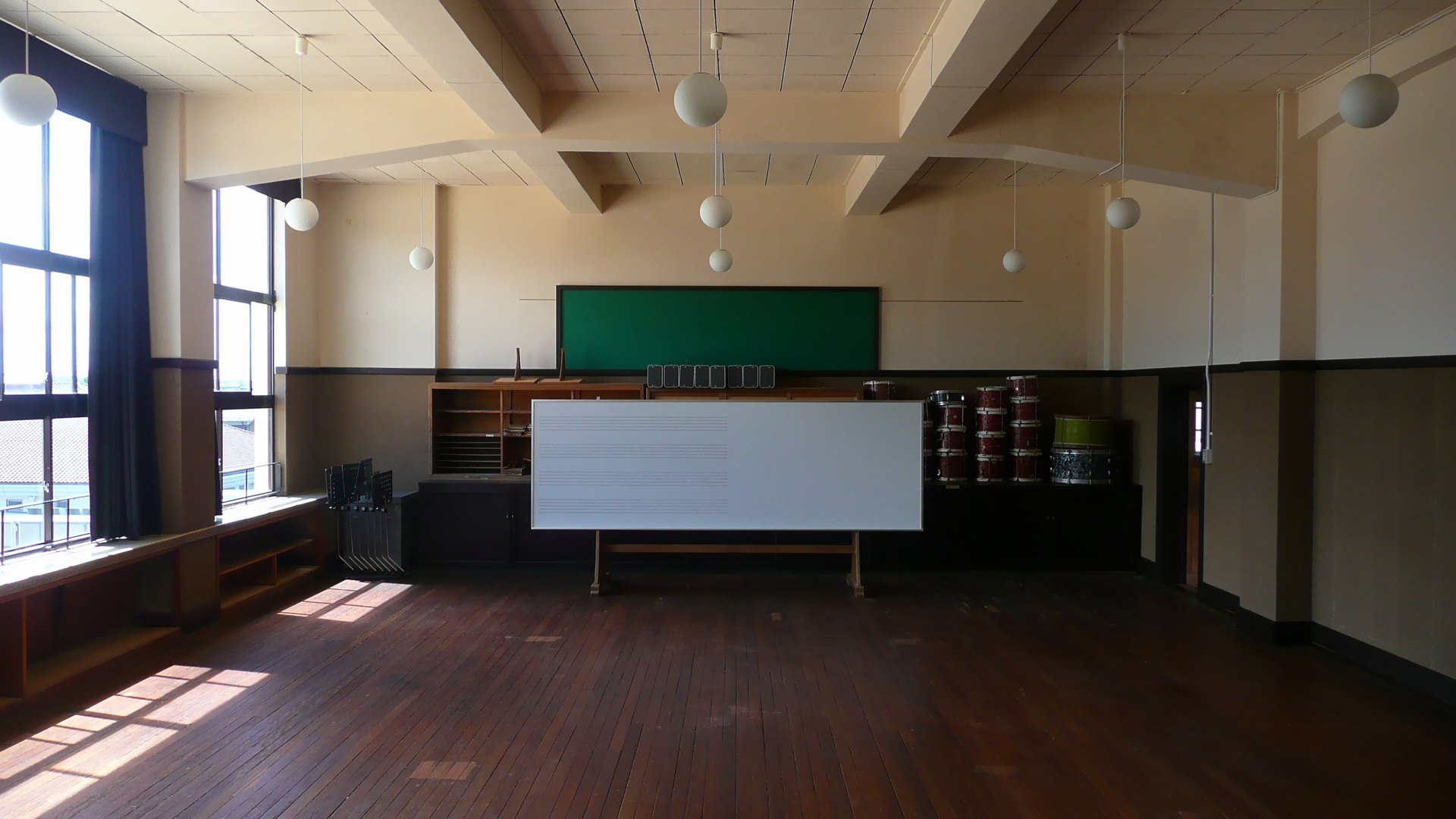
Der Musikraum der Grundschule Toyosato
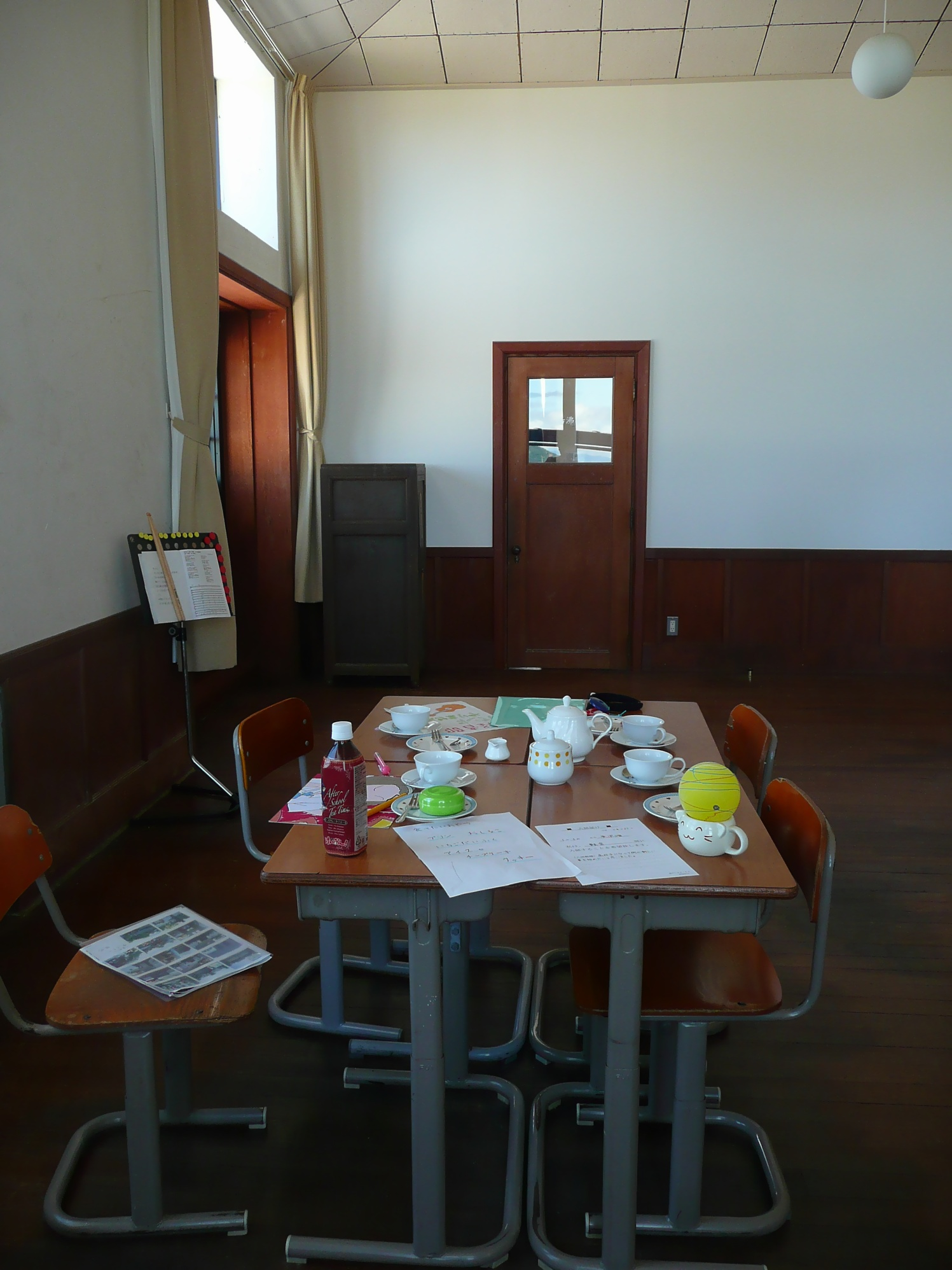
Nachgestelltes reales Vorbild der Teepausen des Clubs in der Grundschule Toyosato

Im Anime lassen sich verschiedene wiederkehrende Elemente feststellen. So wird beispielsweise eine vor der Schule stehende Statue wiederholt eingeblendet, die regelmäßig durch zusätzliche Dinge wie etwa einer Perücke, aufgesetztem Hut etc. entstellt wurde. Zudem griff der Anime verschiedene bekannte Idole, bzw. zum Rockidol stilisierte Figuren auf, die bildlichen Vorstellungen der Charaktere wiedergeben sollen. So erscheint Yui vor dem ersten Betreten des Clubraums der Gedanke an eine Heavy-Metal-Band, was eine direkte Anspielung an Johannes Krauser II. aus Detroit Metal City ist. Da war es auch nicht verwunderlich, dass der Clubbetreuerin Sawako Yamanaka in einer Rückblende auf ihre erste Liebe auf Sōichi Negishi trifft, der in Detroit Metal City in seiner Doppelrolle Johannes Krauser II. gespielt hatte. Neben diesen Anspielungen hatten auch verschiedene Charaktere anderer Werke Cameo-Auftritte in K-On!. Hier wäre beispielsweise Tomoya aus Clannad zu nennen, dem Yui auf dem Flur begegnet.
In der zweiten Staffel K-On!! wurde ein größeres Augenmerk auf die Darstellung der Abschlussklasse gelegt, sodass viele neue Charaktere eingeführt wurden, die mit Ausnahme von Jun Suzuki nur unbedeutende Nebenrollen innehatten, aber dennoch beiläufig integriert wurden. Dabei ist besonders auffällig, dass auch in der zweiten Staffel so gut wie keine männlichen Charaktere auftraten und auch nicht namentlich erwähnt wurden.

#### Film
Am 29. September 2010 wurde nach der Ausstrahlung der letzten Folge der zweiten Staffel und auf der Website des Anime bekannt gegeben, dass K-On! als Film Eiga K-On! adaptiert werden soll. Der Produktionsstab blieb mit Bezug auf die Serie gleich. Während die Serie dem Manga folgte, ist die Handlung des Films eine Originalgeschichte, die kurz nach dem Manga bzw. der zweiten Staffel spielt.
Der Film lief am 3. Dezember 2011 in 137 Kinos an. In den ersten 16 Tagen wurden 700.000 Tickets verkauft und knapp eine Milliarde Yen eingespielt. Bis Anfang Mai verdoppelte sich dies auf 1,9 Milliarden Yen. Eine Ausgabe auf DVD und auf Blu-ray Disc wurde am 18. Juli 2012 veröffentlicht. In Deutschland erschien der Film am 26. Mai 2013 bei Kazé Deutschland.
Bei der Preisveranstaltung Animation Kōbe 2012 wurde Eiga K-On! als „Bester Kinofilm“ ausgezeichnet.

#### Synchronisation
Wie bei der sehr erfolgreich gewordenen und von Kyōto Animation produzierten Anime-Fernsehserie Die Melancholie der Haruhi Suzumiya verzeichnen auch bei K-On! zahlreiche neue Seiyū ihren ersten größeren Auftritt. Die deutsche Fassung wurde von TV+Synchron Berlin hergestellt, unter der Regie von Gabi Böhm.
| Rolle            | Japanischer Sprecher (Seiyū) | Deutscher Sprecher   |
| ---------------- | ---------------------------- | -------------------- |
| Yui Hirasawa     | Aki Toyosaki                 | Julia Meynen         |
| Ritsu Tainaka    | Satomi Satō                  | Jennifer Weiß        |
| Mio Akiyama      | Yōko Hikasa                  | Anita Hopt           |
| Tsumugi Kotobuki | Minako Kotobuki              | Marianne Graffam     |
| Azusa Nakano     | Ayana Taketatsu              | Kristina Tietz       |
| Sawako Yamanaka  | Asami Sanada                 | Antje von der Ahe    |
| Ui Hirasawa      | Madoka Yonezawa              | Tabea Börner         |
| Nodoka Manabe    | Chika Fujitō                 | Shalin-Tanita Rogall |
| Jun Suzuki       | Yoriko Nagata                | Anja Rybiczka        |
| Megumi Sokabe    | Asumi Kodama                 | Sabine Mazay         |

### Musik

#### Singles und Alben

##### K-On!
Im Vorspann der ersten Serie K-On! wurde der Titel Cagayake! Girls verwendet, der von Aki Toyosaki zusammen mit Yōko Hikasa, Satomi Satō und Minako Kotobuki gesungen wurde. Den Abspann bildet der Titel Don’t say “lazy”, der ebenfalls von den Seiyū der Hauptcharaktere interpretiert wurde. Beide erschienen jeweils in einer limitierten und einer normalen Fassung.
Beide Titel wurden am 22. April 2009 als eigenständige Single unter dem Musikgruppennamen Sakurakō Keionbu (桜高軽音部, dt. „Unterhaltungsmusikclub der Sakura[gaoka]-Oberschule“) veröffentlicht und konnten sich direkt in den Top-10 der japanischen Single-Charts platzieren. Dort wurden beide Singles bereits am 21. April gelistet, da die Singles bereits am Vorabend erworben werden konnten. So stieg die Single Don’t say “lazy” noch am ersten Abend mit 20.553 Verkäufen auf Platz 3 der täglichen Charts ein – direkt gefolgt von Cagayake! Girls mit 18.292 Verkäufen auf dem 4. Platz. In den Folgetagen konnten sich beide Singles auf Platz 1 und 2 steigern und standen somit als Duo an der Spitze der Charts. In den Wochencharts erreichten sie schließlich die Plätze 2 und 4. Beide erreichten im Mai 2009 den Goldstatus der RIAJ. Bezogen auf das erste Musik-Halbjahr 2009 (Messzeitraum: 22. Dezember 2008 bis 15. Juni 2009) landete Don’t say “lazy” mit 134.555 verkauften Exemplaren auf Platz 16 und Cagayake! Girls mit 121.305 Exemplaren auf Platz 19. Als Mobile Downloads erhielten Cagayake! Girls und Don’t say “lazy” im Juli bzw. August 2009 ebenfalls den Goldstatus.
Eine dritte Single mit dem Titel Fuwa Fuwa Jikan (ふわふわ時間, dt. „flaumige/leichte Zeit“) wurde am 20. Mai 2009 veröffentlicht und erreichte in der ersten Woche mit 39.458 verkauften Exemplaren den dritten Platz der japanischen Single-Charts. In dieser ersten Woche waren dabei alle 3 Singles gleichzeitig in den Top 20.
Am 3. Juni 2009 wurde ein Original Soundtrack zur Fernsehserie veröffentlicht. Dieser enthielt 36 Titel unterschiedlicher Länge, die innerhalb der Serie zur Ausschmückung bestimmter Szenen verwendet worden waren, aber keine Titel der zuvor veröffentlichten und erfolgreichen Singles.
Am 22. Juni 2009 erschien das Mini-Album Hōkago Tea Time (放課後ティータイム, dt. „Teezeit nach der Schule“) der gleichnamigen Musikgruppe die aus den 5 Hauptfiguren besteht. Mit mehr als 67.000 verkauften Exemplaren in der ersten Woche setzte es sich an die Spitze der Albencharts.
Am 12. August 2009 erschien unter dem Bandnamen Death Devil der Clubbetreuerin Sawako und basierend auf Episode 4 die Single Maddy Candy. Sie erreichte in der ersten Woche Platz 9. Im Gegensatz zu den anderen Platten des Merchandises die in das Genre J-Pop fallen, enthält diese Heavy-Metal-Musik.
Am 2. September 2009 erschien die Kompilation TV Anime „K-On!“ Official Band Yarō yo!! (Band Score Tsuketari) (TVアニメ「けいおん!」オフィシャル バンドやろーよ!!(バンドスコア付), dt. „Fernsehanime ‚K-On!‘: Lasst uns eine Band machen!“) – hauptsächlich bestehend aus den Titeln der beiden zuerst veröffentlichten Singles Cagayake! Girls und Don’t say “lazy”. Auf zwei CDs fanden sich die Titel in verschiedensten Variationen, die dazu gedacht waren mit einem beigelegten Notenbuch das Spielen der Titel zu erlernen. Die erste CD enthielt dabei 29 Tracks und die zweite gar 80 Tracks. So wurde bei einigen Tracks bewusst genau ein Instrument weggelassen oder der Titel besonders langsam eingespielt. In den japanischen Albumcharts erreichte sie mit 16.526 verkauften Exemplaren innerhalb der ersten Woche den 8. Platz. Das Instrumentalalbum TV Anime „K-On!“ Official Band Yarō yo!! Part 2 (Band Score Tsuketari) (TVアニメ「けいおん!」オフィシャル バンドやろーよ!! PART2(バンドスコア付)) wurde am 3. März 2010 veröffentlicht. Auf dieser waren sechs Varianten von Fuwa Fuwa Jikan enthalten, bei der ebenfalls jeweils ein Instrument weggelassen wurde, als auch die A- und B-Seite der Single Maddy Candy je einmal mit und ohne Gitarre und damit im Gegensatz zu ihrem Vorgänger lediglich 10 Tracks.

##### K-On!!
Die zweite Serie K-On!! verwendete bis Episode 13 Go! Go! Maniac bzw. Listen!! als Vor- bzw. Abspann und ab Episode 14 Utauyo!! Miracle bzw. No, Thank You!.
Am 28. April 2010 wurden je eine Single für Go! Go! Maniac und Listen!! zu K-On!! unter dem Bandnamen Hōkago Tea Time (kurz: HTT) veröffentlicht. Beiden setzten sich an ihrem Erscheinungstag an die Spitze der Charts auf Platz 1 und 2 mit 25.592 bzw. 24.026 verkauften Exemplaren, blieben auch die fünf folgenden Tage an dieser Position, um mit 81.093 bzw. 74.371 Stück beiden Spitzenpositionen der Woche zu belegen.
Ein Instrumentalalbum zu K-On!! erschien am 26. Mai 2010 unter dem Titel TV Anime „K-On!!“ Official „Band Yarō yo!! – Let’s Music!!“ (Band Score Tsuketari) (TVアニメ「けいおん!!」オフィシャル 「バンドやろーよ!! ～Let’s MUSIC!!～」(バンドスコア付)). Diese verkaufte sich mit Platz 12 weitaus besser als das vorhergehende Band Yarō yo!! Part 2 und hielt sich auch länger in den Charts. Diese enthielt je sechs verschiedene Instrumentalfassungen von Go! Go! Maniac und Listen!!, je einmal mit allen Instrumenten, ohne die erste Gitarre, ohne die zweite Gitarre, ohne Keyboard, ohne Bass oder ohne Drums.
Am 6. Juni 2010 erschien die Maxi-Single Pure Pure Heart (ぴゅあぴゅあはーと, Pyua Pyua Hāto) von Hōkago Tea Time. Das Unterscheidungsmerkmal dieser Single von den anderen ist, dass die A-Seite zusätzlich noch in sechs Instrumentalvarianten mit je einem fehlenden Instrument wie bei der vorangegangenen Kompilation enthalten ist. Diese erreichte Platz 4 der Charts. Am 23. Juni folgte eine weitere Single von Death Devil namens Love (ラヴ, Rabu) die sich in der Erscheinungswoche auf Position 7 platzierte und somit zwei Plätze besser als Maddy Candy von derselben Interpretin. Love wurde innerhalb der 10. Episode gespielt die Anfang Juli ausgestrahlt wurde. Darauf stieg auch wieder Maddy Candy in die Charts ein.
Am 21. Juli 2010 erfolgte die Veröffentlichung des Soundtrack-Albums K-On!! Original Sound Track Vol. 1 und am 4. August 2010 die Singles zu Utauyo!! Miracle und No, Thank You!. Beide stiegen mit 85.000 bzw. 87.000 verkauften Exemplaren in der ersten Woche, gleichzeitig auf den Plätzen 3 bzw. 2 ein.
Wie auch bei der ersten Staffel erschien für beide Stücke am 15. September ebenfalls ein Instrumentalalbum, bei dem abwechselnd je ein Musikinstrument weggelassen wurde, namens TV Anime „K-On!!“ Official „Band Yarō yo!! – Let’s Music!! 2“ (Band Score Tsuketari) (TVアニメ「けいおん!!」オフィシャル バンドやろーよ!! ～Let’s MUSIC!!2～(バンドスコア付)). Dieses stieg auf Platz 20 ein.
Am 8. September 2010 erschien die Single Gohan wa Okazu/U&I mit zwei Liedern, die in der 20. Folge der zweiten Staffel des Anime benutzt wurden. Sie erreichte in der ersten Woche mit 53.000 verkauften Kopien Platz 3 der Charts. Das Lied Gohan wa Okazu wurde von der Musikerin Bice geschrieben, die kurz darauf am 26. Juli 2010 verstarb.
Ein zweiter Soundtrack der zweiten Staffel K-On!! Original Sound Track Vol. 2 erschien am 6. Oktober 2010 und erreichte Platz 13.
Am 27. Oktober 2010 erschien das zweite Album Hōkago Tea Time II (放課後ティータイムⅡ, lies: Hōkago Tea Time Second) der gleichnamigen Musikgruppe in einer limitierten und einer normalen Version. In der ersten Woche setzte es sich an die Spitze der Albencharts mit mehr als 127.000 verkauften Exemplaren, wobei bereits am ersten Tag 55.000 Stück abgesetzt wurden. Beide Versionen enthalten je eine CD mit 11 Titeln die als StudioMix und eine zweite mit 13 Titeln die als CassetteMix gekennzeichnet ist und auf der in Episode 23 thematisierten Demokassette basiert. Die limitierte Fassung enthält zusätzlich eine Audiokassette auf der sich Mono-Abmischungen der CassetteMix-Stücke befinden.
Am 22. Dezember 2010 und 15. Juni 2011 folgten Teil 3 und 4 der „Band Yarō yo!! – Let’s Music!!“-Reihe, die vergleichsweise schlechte Platzierungen von 38 bzw. 49 erhielten.

#### Character Image Singles
Insgesamt gingen aus der ersten Serie K-On! sieben Character Image Singles hervor, die von den zugehörigen Seiyū gesungenen, aber unter den Namen der Figuren angeboten wurden. Die ersten fünf Singles enthalten jeweils drei Titel, die zusätzlich in einer Instrumentalfassung abgelegt waren, so dass sie auf sechs Tracks kommen; die letzten beiden haben insgesamt nur zwei Titel und vier Tracks. An den Stücken waren die Komponisten Sachiko Ōmori (大森 祥子), Tom@Hack und KANATA maßgeblich beteiligt.
Die ersten Veröffentlichungen der Character Image Singles waren die zu den Charakteren Yui Hirasawa und Mio Akiyama. Sie wurden am 17. Juni 2009 zusammen veröffentlicht. In der ersten Woche (15. bis 21. Juni) erreichten sie mit 32.881 und 31.384 verkauften Singles den 2. (K-On! Image Song: Akiyama Mio) und 3. (K-On! Image Song: Hirasawa Yui) Platz der japanischen Single-Charts.
Die Veröffentlichungen zu Ritsu Tainaka, Tsumugi Kotobuki und Azusa Nakano erschienen am 26. August und erreichten am ersten Tag die Platzierungen 4, 5 und 3. Am Ende der ersten Verkaufswoche lagen alle drei Singles innerhalb der Top Ten der japanischen Singlecharts. Sie belegten die Plätze 5 (26.000), 6 (25.000) und 3 (28.000). Damit stellten sie einen weiteren Rekord auf: Es war das erste Mal, dass drei Character Image Singles, die am gleichen Tag veröffentlicht wurden, gleichzeitig in den Charts unter den Top Ten waren. Zuvor hatten zwei Character Image Singles von Macross Frontier die Plätze 7 und 8 erreicht und hielten den bisherigen Rekord.
Am 21. Oktober 2009 erschienen Singles für die Figuren Ui Hirasawa und Nodoka Manabe. Beide erreichten in der ersten Woche die Plätze 8 und 9.
Die zweite Serie K-On!! erhält ebenfalls eine Reihe von acht Character Image Singles. Die ersten beiden Singles zu Mio Akiyama und Yui Hirasawa erschienen am 21. September 2010 und stiegen auf den Plätzen 4 bzw. 5 der Oricon-Charts ein. Die nächsten drei Singles zu Azusa Nakano, Ritsu Tainaka und Tsumugi Kotobuki erschienen am 17. November 2010 und erreichten die Plätze 9 bis 11 der Charts mit 7.700, 7.100 bzw. 7.000 verkauften Exemplaren in der ersten Woche. Die letzten drei Singles zu Ui Hirasawa, Nodoka Manabe und Jun Suzuki wurden ebenfalls gleichzeitig am 19. Januar 2011 veröffentlicht und konnten sich wiederum in den Top 10 platzieren.

### Internetradiosendung
Noch vor Beginn der Ausstrahlung des Animes startete die Internetradiosendung Rajion! (らじおん!, Kofferwort aus rajio (Radio) und K-On!) die von den Seiyū Aki Toyosaki, Yōko Hikasa, Satomi Satō und Minako Kotobuki moderiert wurde. In späteren Folgen wurde der Stab wie im Anime durch die Nakano Azusa sprechende Taketatsu Ayana ergänzt. Die noch immer noch fortgesetzte Sendung begann am 9. Februar 2009. Seitdem wurde wöchentlich eine neue Folge übertragen. In der Sendung unterhielten sich die Sprecher über den Anime und dessen aktuelle Ereignisse, aber auch über das Spielen von Musikinstrumenten. Aufbauend auf ihrer musikalischen Erfahrung – meist keine, da die meisten von ihnen reine Sänger- und Sprecherinnen waren – gaben sie ihre Eindrücke beim Erlernen der Instrumente weiter. Dabei begleitete sie die Sendung analog zum Anime bei ihrem Versuch eine Band zu gründen, mit dem Ziel am Ende der Mühe einen echten Live-Auftritt abzuhalten. So gab beispielsweise Yōko Hikasa spaßeshalber an, dass sie zu vor nur Triangel gespielt hätte und nun versuchte einen E-Bass zu beherrschen. Folglich kam es in der Sendung zu vielen spaßigen Vorfällen, die den eigentlichen Reiz der Sendung ausmachten. Am 24. Februar und am 17. März 2010 erschien je eine Hörspiel-CD, die Platz 43 bzw. 44 erreichten und 2 Wochen in den allgemeinen Alben-Charts waren.

## Rezeption
Wie viele der zuvor von Kyōto Animation verfilmten Vorlagen bestechen die Charaktere durch eine ausgesprochene „Moe-Lastigkeit“, was sich in einer stark verniedlichten Darstellung widerspiegelt. Dies wurde bereits im Vorfeld von westlichen Kritikern mehrfach angemahnt, da dies nicht jedermanns Geschmack treffen würde. Dieser Aussage stehen jedoch die überragenden Verkaufszahlen gegenüber, die diese Bedenken zumindest innerhalb Japans keineswegs bestätigen können. So sind die Augen der Charaktere auffällig groß, während die Beine vermeintlich verkürzt dargestellt werden, was in den visuell präsentierten Gedankengängen, die auch immer wieder die Charaktere in Cosplay-Fantasien zeigen, noch weiter verstärkt wird. Besondere Aufmerksamkeit erweckte dabei eine Szene, in der Mio über ein Kabel fällt und aufgrund des ungünstigen Falls dem Publikum ihre Unterwäsche präsentiert. Davon bekommt der reale Zuschauer jedoch nichts zu sehen, denn statt der vermeintlich blau-weiß gestreiften Shimapan (eine gestreifte Unterhose) wurde geschickt auf eine Schale gleichen Musters übergeblendet. Der Wahrnehmungsgrad dieser Szene zeigt sich in dem Angebot eines jene Essschüssel enthaltenden Essgeschirr-Sets auf der Comiket 76.

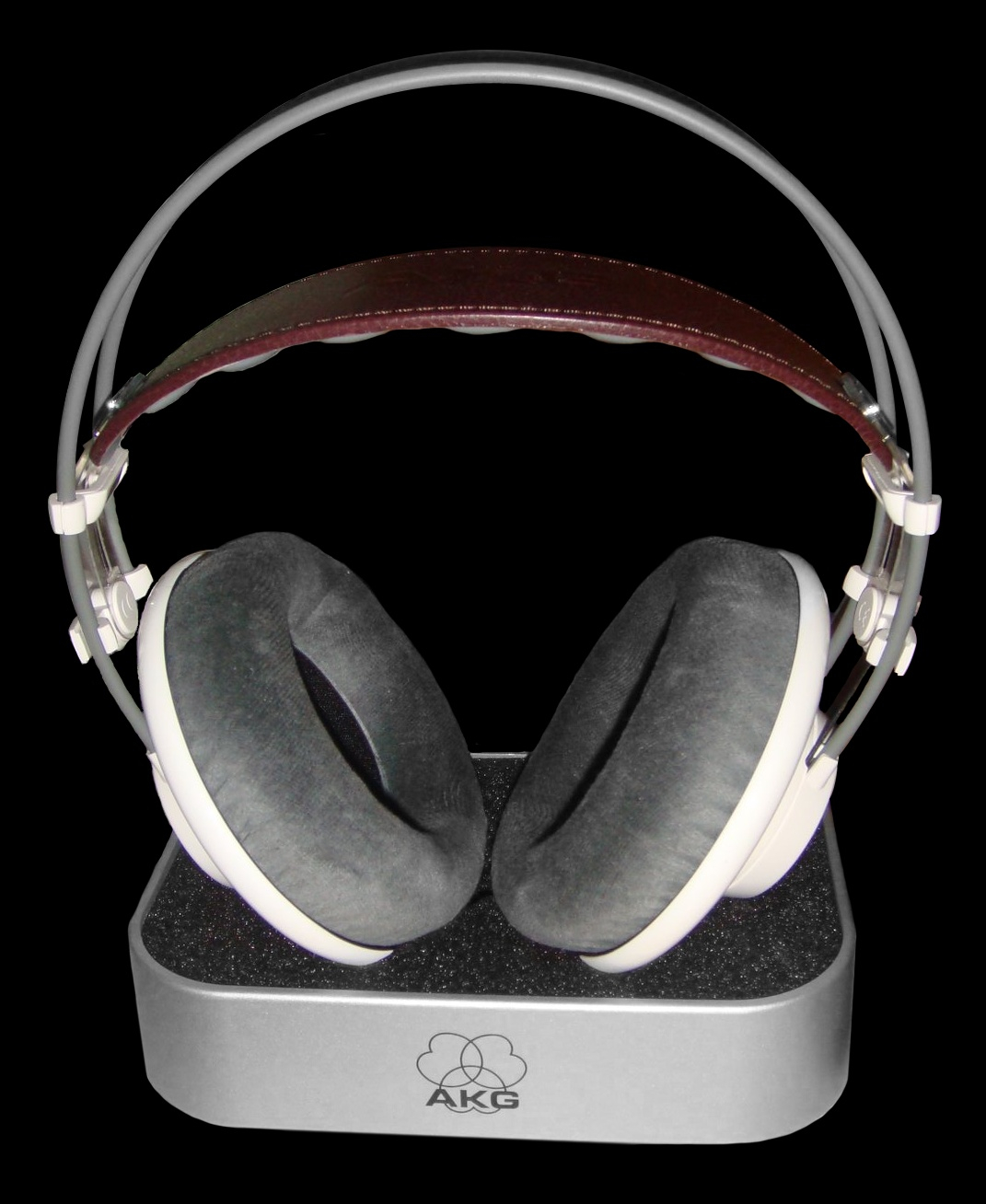
Kopfhörer des Modells AKG K701, wie sie Mio in ihrer Wohnung trug

In der Serie wurden viele reale Produkte originalgetreu oder nur marginal geändert dargestellt. Besonders bei Musikinstrumenten und -zubehör führte dies durch Fans der Serie zu einem starken Anstieg der Verkäufe, wie bei Fender-E-Bässen, oder gar bis zum Ausverkauf, wie bei Kopfhörern des Modells AKG K701. Auch warben Musikgerätehändler direkt mit der Verwendung in der Serie. Des Weiteren gehören zum Franchise auch eine Vielzahl an Merchandising-Artikeln. Zu den Merchandising-Artikel gehören dabei sogar ein Kitty-Hawk-Modellflugzeugträger mit K-On!-Thematik, hergestellt von Fujimi Mokei. Dass die Merchandising-Artikel ebenfalls hohe Verkaufserlöse vorzuweisen haben, zeigt sich daran, dass allein der Sender TBS nur im zweiten Quartal 2010 mit seinen Merchandising-Artikeln zu K-On!! 1,8 Milliarden Yen verdiente.
Noch während der Ausstrahlung der Serie fanden sich erste Cameo-Auftritte in gleichzeitig laufenden Serien. So saßen die vier Hauptcharaktere in der neunten Folge von Natsu no Arashi! als Gäste im Café. Auch in später erscheinenden Mangas und Animes wurde K-On! als Motiv aufgegriffen oder wie z. B. in Seitokai no Ichizon parodiert.

### Verkaufszahlen des Animes
Die erste Blu-ray Disc mit den ersten beiden Folgen verkaufte sich in der ersten Woche mehr als 33.000-mal und war damit nach dem Anime-Film Evangelion: 1.11 – You Are (Not) Alone. die zweitmeistverkaufte Veröffentlichung auf diesem Medium. Von der DVD-Fassung wurden knapp 8.000 Exemplare abgesetzt. Insgesamt wurden 2009 von der ersten Blu-ray 40.000 Exemplare verkauft, wodurch sie in der Jahreswertung auf Platz 5 in der Kategorie Animations- und Special-Effect-Blu-rays kam. Auch die folgenden Blu-Ray-Veröffentlichungen der Blu-Ray-Boxen 2 bis 4 erreichten jeweils den ersten Platz ihrer jeweiligen ersten Verkaufswoche. Bis Februar 2011 wurden vom gesamten Franchise mehr als 500.000 Blu-ray-Discs verkauft und wurde damit zur meistverkauften Anime-Serie.
In der folgenden Übersicht sind die Absätze der jeweils ersten Verkaufswoche der einzelnen Veröffentlichungen dargestellt:
| Nr.     | Blu-ray | DVD   |          | Nr.    | Blu-ray | DVD |
| ------- | ------- | ----- | -------- | ------ | ------- | --- |
| K-On! 1 | 33.000  | 7.949 | K-On!! 1 | k. A.  | 3.981   |     |
| K-On! 2 | k. A.   | 6.028 | K-On!! 2 | 28.000 | 3.782   |     |
| K-On! 3 | k. A.   | 5.845 | K-On!! 3 | 28.000 | 3.867   |     |
| K-On! 4 | 27.000  | 5.831 | K-On!! 4 | k. A.  | 3.941   |     |
| K-On! 5 | k. A.   | 5.240 | K-On!! 5 | k. A.  | 4.106   |     |
| K-On! 6 | k. A.   | 5.291 | K-On!! 6 | k. A.  | 3.776   |     |
| K-On! 7 | 31.000  | 6.433 | K-On!! 7 | 27.000 | 3.819   |     |
|         |         |       | K-On!! 8 | 26.000 | 3.178   |     |

### Erfolg der Musikveröffentlichungen
Die beiden erstveröffentlichten Singles Cagayake! Girls und Don’t say “lazy” waren in den ersten Wochen und auch darüber hinaus sehr erfolgreich, was dazu führte, dass sie nicht nur den harten Kern der Fans erreichten. So weckten sie auch das Interesse bei Gelegenheitskunden. Im gleichen Zusammenhang wurde dies als ein weiteres Beispiel dafür gesehen, dass der Anime-Markt nicht im gleichen Maße von der Rezession erfasst wird wie andere Bereiche, da das Publikum ein breites Altersspektrum abdecke. So sollen solche Veröffentlichungen erheblich zu den Ergebnissen des ersten Halbjahres des japanischen Musikmarktes beigetragen haben. Aufgrund dieser Leistung erhielt K-On! für Don’t say “lazy” beim 14. Animation Kōbe den Preis für das beste Titellied (Radio-Kansai-Preis), nachdem durch eine öffentliche Abstimmung eine Vorauswahl getroffen wurde. Aber auch die anderen Veröffentlichungen des Franchises erreichten ungewöhnlich hohe Chartplatzierungen. Das Mini-Album Hōkago Tea Time krönte die bisherigen Veröffentlichungen des Franchises mit einem neuen Rekord. Sie war die erste Musikveröffentlichung, die unter dem Namen von Anime-Figuren den 1. Platz der Musikcharts erreichte – die Singlecharts eingeschlossen. Die Singles Go! Go! Maniac und Listen!! zum Vor- bzw. Abspann der zweiten Serie K-On!! belegten in ihrer ersten Woche gemeinsam beide Spitzenpositionen. Nach Keiko Fuji im Jahre 1970 und Seiko Matsuda im Jahre 1983 war dies erst das dritte Mal, dass es einer Sängerin bzw. weiblichen Musikgruppe gelang, zwei Singles gleichzeitig auf die Plätze 1 und 2 zu positionieren. Unter den Top-100-Singles des Jahres 2010 fanden sich schließlich fünf K-On!-Singles. Insgesamt starteten alle 20 Singles in den Top 10 der Charts.

### Weitere Auszeichnungen
Bei den Tōkyō Anime Awards 2010 wurde K-On! zusammen mit Higashi no Eden als beste Anime-Fernsehserie ausgezeichnet, und 2011 gewann die zweite Staffel K-On!! die gleiche Auszeichnung zusammen mit der Serie Yojōhan Shinwa Taikei (The Tatami Galaxy).
Die zweite Staffel K-On!! wurde beim 15. Animation Kōbe am 15. Oktober 2010 als beste Fernsehserie des Jahres ausgezeichnet.
Der Character Azusa Nakano gewann das Finale des Beliebtheitswettbewerb Saimoe 2010.